# Беловское (Ивановская область)
Беловское — деревня в Родниковском районе Ивановской области России. Входит в состав Каминского сельского поселения.

## География
Деревня находится в центральной части Ивановской области, в зоне хвойно-широколиственных лесов, в пределах Волжско-Клязьминского междуречья, на левом берегу реки Тезы, на расстоянии примерно 11 километров (по прямой) к северо-западу от города Родники, административного центра района. Абсолютная высота — 109 метров над уровнем моря.

### Климат
Климат характеризуется как умеренно континентальный, с умеренно холодной многоснежной зимой и тёплым летом. Среднегодовая температура воздуха — 3,1 °C. Средняя температура воздуха самого холодного месяца (января) — −11,9 °C (абсолютный минимум — −46 °C); самого тёплого месяца (июля) — 18,3 °C (абсолютный максимум — 36 °C). Безморозный период длится около 126 дней. Годовое количество атмосферных осадков составляет 620 мм, из которых большая часть выпадает в тёплый период. Снежный покров держится в течение 150—160 дней.

### Часовой пояс
Деревня Беловское, как и вся Ивановская область, находится в часовой зоне МСК (московское время). Смещение применяемого времени относительно UTC составляет +3:00.

## Население
| 2010 |
| ---- |
| 7    |

### Национальный состав
Согласно результатам переписи 2002 года, в национальной структуре населения русские составляли 100 % из 7 чел.